# Assemblée constituante jurassienne
L'Assemblée constituante jurassienne est l’organe chargé de rédiger la première Constitution de la future République et Canton du Jura. Élue le 21 mars 1976, elle siège du 12 avril 1976 au 6 décembre 1978 en divers lieux du territoire jurassien.
Le texte qu’elle élabore est soumis au vote populaire le 20 mars 1977 et recueille une large approbation : 27 062 voix pour, contre 5 749. La nouvelle Constitution entre en vigueur le 1er janvier 1979, marquant l’entrée en souveraineté de la République et Canton du Jura.

## Historique

### Contexte
La Question jurassienne constitue un conflit opposant le peuple jurassien au canton de Berne. Elle se manifeste par une série d’événements conflictuels d’ordre culturel, religieux et social, depuis le rattachement de l’ancien Évêché de Bâle au canton de Berne, décidé lors du Congrès de Vienne. Ce conflit prend une ampleur particulière dans la seconde moitié du XXe siècle.

Pris entre les revendications des séparatistes, des antiséparatistes et les attentes de la Confédération, le Conseil-exécutif bernois se voit contraint, le 2 juillet 1968, de soumettre au Grand Conseil bernois une disposition constitutionnelle autorisant l’organisation d’un plébiscite sur l’autonomie jurassienne. Le Grand Conseil bernois l’adopte à l’unanimité le 9 septembre 1969. Cette modification constitutionnelle est ensuite soumise au vote populaire cantonal et approuvée le 1er mars 1970. Publiée le 10 mars suivant, elle établit les bases d’une procédure d’autodétermination en trois étapes, connue sous le nom de « votation en cascade », ou plébiscite jurassien.
Le premier plébiscite, portant sur la création d’un nouveau canton, se tient les 22 et 23 juin 1974. Le soir du 23 juin, une majorité se prononce en faveur de la fondation d’une République et Canton du Jura.
À la suite de ce résultat, le Conseil-exécutif bernois définit les modalités de création d’une assemblée constituante, chargée de rédiger la Constitution du futur canton. Il prévoit également la mise en place des trois pouvoirs fondamentaux : législatif, exécutif et judiciaire.

### Élection

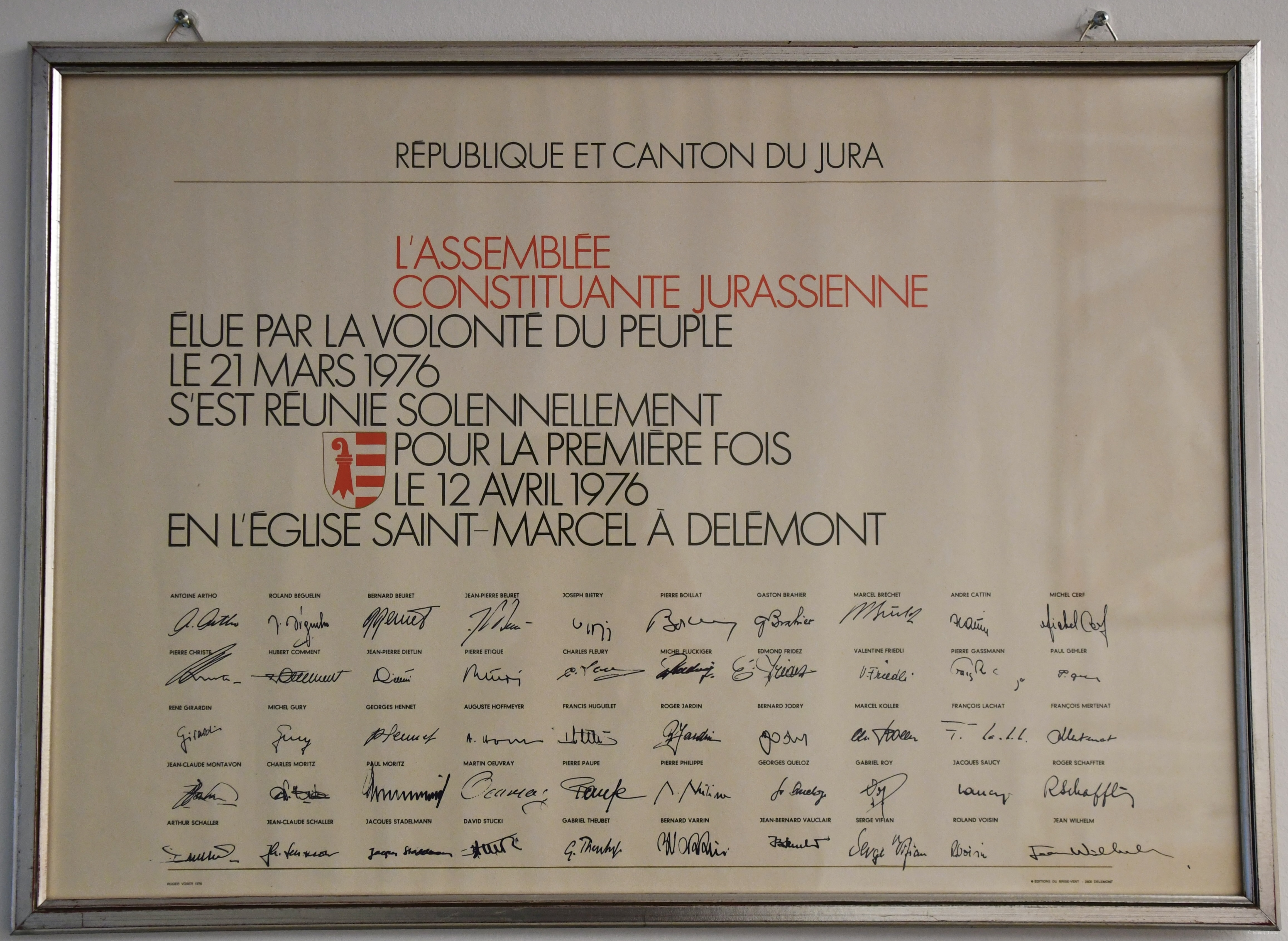
Liste nominative et signatures des membres élus à l’Assemblée constituante.

Le Conseil-exécutif bernois fixe au 1er mars 1976 la date limite de dépôt des listes électorales, et au 8 mars celle des apparentements. Les personnes éligibles doivent être majeures et résider dans l’un des trois districts du nord jurassien : Delémont, Porrentruy et es Franches-Montagnes. L’Assemblée constituante doit compter 50 membres.
À la date butoir du 1er mars, 37 listes sont déposées et 529 candidatures enregistrées.
L’élection populaire a lieu le 21 mars 1976, uniquement sur le territoire du futur canton. Le soir même, le Rassemblement jurassien se distingue nettement : ses deux figures de proue, Roland Béguelin et Roger Schaffter, obtiennent deux fois plus de voix que les colistiers les mieux placés. Dans les trois districts, toutes les personnalités engagées au sein du RJ franchissent le seuil électoral avec succès.

## Composition
Les résultats officiels sont publiés le 31 mars 1976. L’Assemblée constituante se compose de 50 membres : 19 issus du Parti démocrate-chrétien, 11 du Parti libéral-radical, 10 du Parti socialiste, 7 du Parti chrétien-social indépendant, 2 de l'Union démocratique du centre et 1 du Parti radical réformiste.
| Identité                         | Étiquette | Étiquette | Fonction                                                                                 |
| -------------------------------- | --------- | --------- | ---------------------------------------------------------------------------------------- |
| François Lachat (1942-)          | PDC       |           | Président de l'Assemblée constituante                                                    |
| Roland Béguelin (1921-1993)      | PS        |           | 1er vice-président de l'Assemblée constituante et Président de la commission Rédaction   |
| Gabriel Roy (1940-2001)          | PCSI      |           | 2e vice-président de l'Assemblée constituante puis membre du bureau                      |
| Bernard Beuret (1946-)           | PDC       |           | Membre du bureau (1er scrutateur)                                                        |
| René Girardin (1943-)            | PS        |           | Membre du bureau (2e scrutateur)                                                         |
| Pierre Paupe (1937-2016)         | PDC       |           | Scrutateur suppléant puis membre du bureau (1er scrutateur)                              |
| Antoine Artho (1927-2015)        | PLR       |           | Membre du bureau (2e scrutateur)                                                         |
| Jean-Pierre Beuret (1947-)       | PCSI      |           |                                                                                          |
| Joseph Biétry (1927-1997)        | PLR       |           |                                                                                          |
| Pierre Boillat (1944-)           | PDC       |           |                                                                                          |
| Gaston Brahier (1927-2014)       | PLR       |           |                                                                                          |
| Marcel Brêchet (1926-2010)       | PCSI      |           |                                                                                          |
| André Cattin (1921-1981)         | PDC       |           | Président de la commission Statut et souveraineté du canton du Jura                      |
| Michel Cerf (1941-)              | PDC       |           |                                                                                          |
| Pierre Christe (1927-2013)       | PDC       |           |                                                                                          |
| Hubert Comment (1938-)           | PLR       |           |                                                                                          |
| Jean-Pierre Dietlin (1938-1995)  | PLR       |           |                                                                                          |
| Pierre Etique (1945-1993)        | PLR       |           | Président du groupe PLR                                                                  |
| Charles Fleury (1918-2001)       | PDC       |           |                                                                                          |
| Michel Flueckiger (1940-)        | PLR       |           |                                                                                          |
| Hubert Freléchoux (1931-)        | PDC       |           |                                                                                          |
| Edmond Fridez (1928-2003)        | PS        |           |                                                                                          |
| Valentine Friedli (1929-2016)    | PS        |           |                                                                                          |
| Pierre Gassmann (1932-2011)      | PS        |           |                                                                                          |
| Paul Gehler (1921-2005)          | UDC       |           |                                                                                          |
| Alfred Güdel (1932-)             | UDC       |           |                                                                                          |
| Michel Gury (1939-2023)          | PCSI      |           | Président de la commission Tâches de l'État                                              |
| Georges Hennet (1927-2011)       | PS        |           |                                                                                          |
| Auguste Hoffmeyer (1932-1981)    | PCSI      |           |                                                                                          |
| Francis Huguelet (1939-)         | PDC       |           |                                                                                          |
| Roger Jardin (1919-1995)         | PRR       |           | Scrutateur suppléant                                                                     |
| Bernard Jodry (1927-2007)        | PDC       |           |                                                                                          |
| Marcel Koller (1915-1991)        | UDC       |           |                                                                                          |
| François Mertenat (1941-)        | PS        |           |                                                                                          |
| Jean-Claude Montavon (1944-2014) | PCSI      |           |                                                                                          |
| Charles Moritz (1936-1993)       | PDC       |           |                                                                                          |
| Paul Moritz (1923-2010)          | PLR       |           | Président de la commission Dispositions transitoires et finales et Loi constitutionnelle |
| Martin Œuvray (1934-2018)        | PDC       |           |                                                                                          |
| Pierre Philippe (1933-)          | PCSI      |           |                                                                                          |
| Georges Queloz (1923-1984)       | PDC       |           |                                                                                          |
| Jacques Saucy (1933-2017)        | PDC       |           | Président de la commission Droits politiques                                             |
| Roger Schaffter (1917-1998)      | PDC       |           |                                                                                          |
| Arthur Schaller (1924-2017)      | PS        |           |                                                                                          |
| Jean-Claude Schaller (1936-2002) | PLR       |           |                                                                                          |
| Jacques Stadelmann (1938-2017)   | PS        |           |                                                                                          |
| David Stucki (1916-2008)         | PLR       |           |                                                                                          |
| Gabriel Theubet (1936-)          | PDC       |           |                                                                                          |
| Bernard Varrin (1939-)           | PS        |           |                                                                                          |
| Jean-Bernard Vauclair (1946-)    | PDC       |           |                                                                                          |
| Serge Vifian (1949-)             | PLR       |           |                                                                                          |
| Roland Voisin (1915-2011)        | PDC       |           |                                                                                          |
| Jean Wilhelm (1929-2007)         | PDC       |           |                                                                                          |

## Organisation
Du 13 avril 1976 au 28 avril 1977, le bureau de l’Assemblée constituante jurassienne comprend un président, deux vice-présidents, ainsi que quatre membres (deux scrutateurs et deux suppléants). Le 28 avril 1977, l’adoption d’un nouveau règlement entraîne la suppression d’un poste de vice-président et d’un poste de membre.
Le 24 février 1977, le bureau s’installe dans ses nouveaux locaux à la Maison Wicka, à Delémont.

### Commissions
Entre le 13 avril 1976 et le 28 avril 1977, l’Assemblée constituante jurassienne met en place dix commissions : Statut et souveraineté du canton du Jura, Tâches de l'État, Droits politiques, Dispositions transitoires et finales et Loi constitutionnelle, Rédaction, Mise en place des autorités et de l'administration, Budget du futur canton et Modalités du partage Berne/Jura, amnistie, ainsi qu’une commission non permanente.
À partir du 28 avril 1977 et jusqu’au 6 décembre 1978, la structure évolue pour répondre aux exigences croissantes du travail constituant : quatorze commissions sont alors actives, réparties comme suit : nformation et relations publiques, Vérification des pouvoirs, Rédaction, législative I, législative II, législative III, Autorités et administration I, Autorités et administration II, Autorités et administration III, Budget et séparation des comptes, Partage des biens, Établissements autonomes, École et Problèmes hospitaliers.

## Séances
L'Assemblée constituante tient au total 87 séances, qui se déroulent dans divers lieux du futur canton du Jura, bien que la majorité d'entre elles se tiennent à la Salle Saint-Georges de Delémont.

### 1976
En 1976, l'Assemblée constituante tient 21 séances.
La séance inaugurale de l'Assemblée constituante se tient le 12 avril 1976 à l'église Saint-Marcel de Delémont, sous la présidence de Roger Schaffter. Les députés élus prêtent serment,.
Le 13 avril 1976, la séance a lieu dans l'ancienne église des Jésuites du lycée cantonal de Porrentruy et est présidée par la seule femme élue de l'Assemblée, Valentine Friedli. Cette séance est constitutive : François Lachat est élu président de l'Assemblée, le règlement est lu pour la première fois, les membres du bureau sont élus et les commissions sont réparties.
La séance du 14 avril est également constitutive. Le règlement est adopté et les députés sont affectés aux différentes commissions, lesquelles élisent leurs présidents.
Le 6 mai 1976, lors d'une nouvelle séance, Joseph Boinay est nommé secrétaire général. Les débats portent sur les droits fondamentaux, et les articles 6 à 10 sont adoptés. Trois nouvelles commissions sont créées : Mise en place des autorités et de l'administration, Budget du futur canton et Modalités du partage Berne/Jura. Il est aussi décidé que des observateurs de la partie du Jura restée bernoise et de l'Association des Jurassiens de l'extérieur pourront siéger.
Lors des séances des 12 et 13 mai 1976, l'Assemblée adopte définitivement son règlement et crée la commission Amnistie.
À partir du 13 mai 1976, les séances suivantes sont consacrées à l’élaboration de la future Constitution, avec l’acceptation des articles préparés par les différentes commissions. Les débats portent sur des thèmes majeurs tels que : les droits fondamentaux, la Charte fondamentale, la sécurité sociale et la santé publique, la protection juridique du citoyen, la souveraineté, la révision de la Constitution, la famille, l’école, les relations Église-État, les femmes, la culture et l’éducation des adultes, les droits politiques, les Jurassiens de l’extérieur, l’économie, le gouvernement, et le parlement. La plupart de ces thèmes sont acceptés après débats,,,,,,,,,,,,,,.
Lors de la séance du 22 septembre 1976, Gabriel Theubet quitte l’Assemblée constituante et est remplacé par Hubert Freléchoux.
La séance du 27 octobre 1976 se tient à l'Hôtel de Ville de Saignelégier. À cette occasion, l’article 129 (devenu article 138 par la suite), relatif aux modifications territoriales, est adopté. Cet article permet aux territoires jurassiens concernés par le scrutin du 23 juin 1974 de rejoindre le futur canton du Jura. Un article crucial pour les séparatistes, il est cependant vivement critiqué par les partisans du maintien dans le canton de Berne. Suite à son adoption, le Conseil-exécutif bernois rompt les relations avec l’Assemblée constituante. Le lendemain, l’Assemblée termine la première lecture de la Constitution et l’approuve formellement.
Lors de la séance du 15 décembre 1976, les députés décident des modalités du vote jurassien sur la Constitution, accordant le droit de vote à toutes les personnes résidant sur le futur territoire du canton du Jura.
Enfin, lors de la séance du 22 décembre 1976, Paul Gehler quitte l’Assemblée constituante et est remplacé par Alfred Güdel.

### 1977
En 1977, l'Assemblée constituante tient 16 séances.
Les premières séances de l’année sont consacrées à des sujets essentiels tels que les tâches de l’État, l'organisation de l’État, les districts et communes, l'économie, les finances, la protection des consommateurs, l'aide humanitaire, et le parlement,,,.

Le 22 janvier 1977, l'Assemblée constituante publie officiellement son projet de Constitution pour la future République et canton du Jura.
La séance du 3 février 1977 se tient dans la collégiale de Saint-Ursanne. Les députés adoptent, à l’unanimité, la nouvelle Constitution.

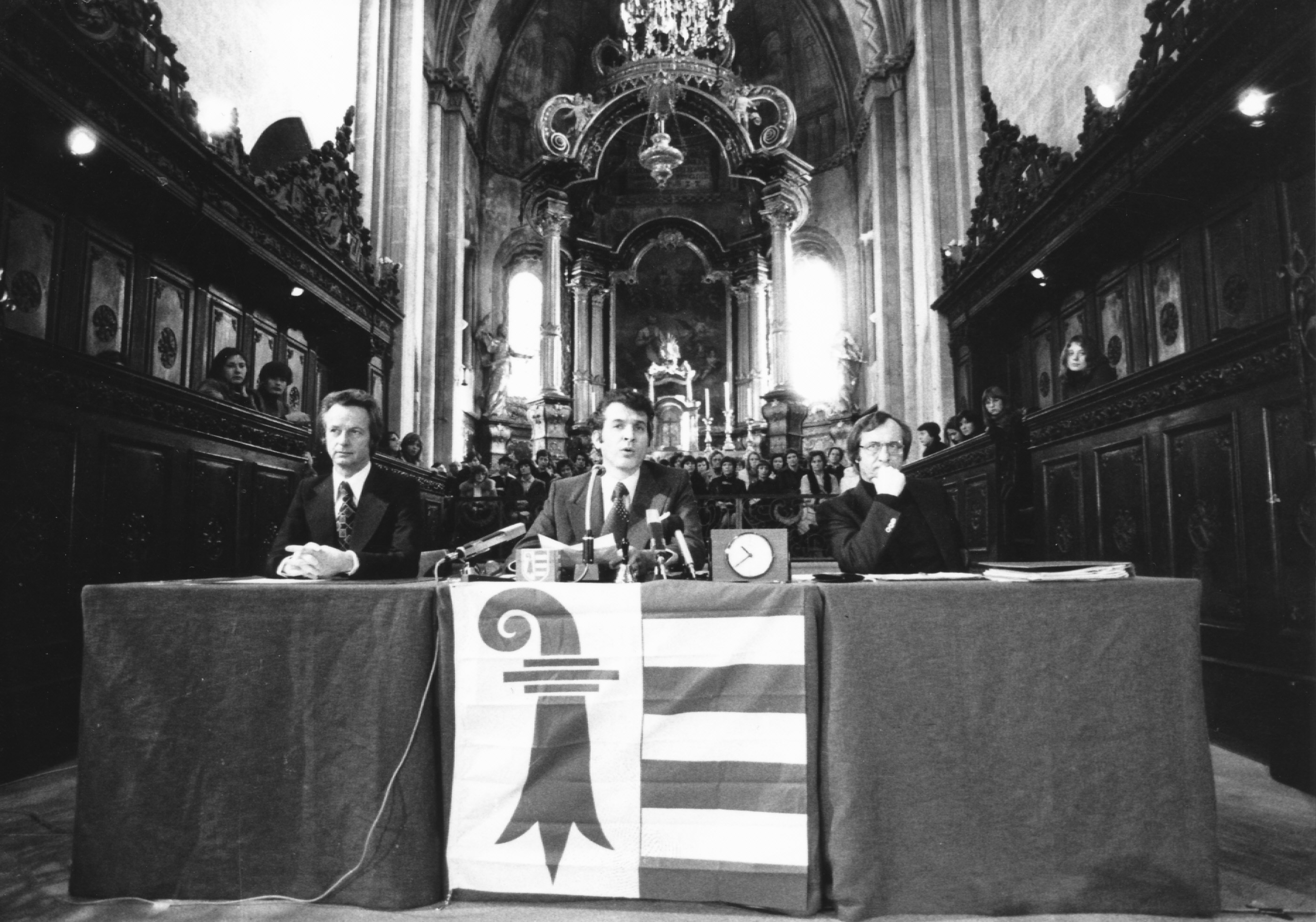
Roland Béguelin, François Lachat et Joseph Boinay à la cérémonie d'acceptation de la Constitution le 3 février 1977.

Le 20 mars 1977, la Constitution est soumise au vote du peuple jurassien. Elle est acceptée par 27 062 voix pour, contre 5 749 voix contre, avec une participation de 79,7 %. Dans la foulée, les citoyens confient à l'Assemblée constituante le mandat de créer la législation cantonale et de veiller aux intérêts du canton en formation, avec 26 941 voix pour et 5 880 voix contre.
| Question | Districts concernés  | Pour (oui) | Pour (oui)             | Contre (non) | Contre (non) | Non comptabilisés (Blancs/Nuls) | Statistiques      | Statistiques  | Résultat |
| Question | Districts concernés  | Votes      | Pourcentage            | Votes        | Pourcentage  | Non comptabilisés (Blancs/Nuls) | Bulletins rentrés | Participation | Résultat |
| --- | -------------------- | ---------- | ---------------------- | ------------ | ------------ | ------------------------------- | ----------------- | ------------- | -------- |
| « Acceptez-vous la nouvelle Constitution de la future République et canton du Jura ? »                        | Delémont             | 13 184     | 87,9 %                 | 1 822        | 12,1 %       | 331                             | 15 337            | 78,1 %        | Acceptée |
| « Acceptez-vous la nouvelle Constitution de la future République et canton du Jura ? »                        | Franches-Montagnes   | 4 103      | 86,7 %                 | 629          | 13,3 %       | 154                             | .04 886           | 81 %          | Acceptée |
| « Acceptez-vous la nouvelle Constitution de la future République et canton du Jura ? »                        | Porrentruy           | 9 775      | 74,8 %                 | 3 298        | 25,2 %       | 329                             | 13 402            | 81,2 %        | Acceptée |
| Total | Futur canton du Jura | 27 062     | 82,5 %                 | 5 749        | 17,5 %       | 814                             | 33 625            | 79,7 %        | Acceptée |
| \| Votes « oui » (82,5 %) \| \| \| Votes « non » (17,5 %) \| \| ▲ \| \| \| \| \| Majorité absolue \| \| \| \| |                      |            |                        |              |              |                                 |                   |               |          |
| Source : Archives d'État du canton de Berne                                                                   |                      |            |                        |              |              |                                 |                   |               |          |
| Votes « oui » (82,5 %)                                                                                        |                      |            | Votes « non » (17,5 %) |              |              |                                 |                   |               |          |
| ▲ |                      |            |                        |              |              |                                 |                   |               |          |
| Majorité absolue                                                                                              |                      |            |                        |              |              |                                 |                   |               |          |

| Question | Districts concernés  | Pour (oui) | Pour (oui)             | Contre (non) | Contre (non) | Non comptabilisés (Blancs/Nuls) | Statistiques      | Statistiques  | Résultat |
| Question | Districts concernés  | Votes      | Pourcentage            | Votes        | Pourcentage  | Non comptabilisés (Blancs/Nuls) | Bulletins rentrés | Participation | Résultat |
| --- | -------------------- | ---------- | ---------------------- | ------------ | ------------ | ------------------------------- | ----------------- | ------------- | -------- |
| « Acceptez-vous d'accorder le mandat à l'Assemblée constituante de créer la législation cantonale et de veiller aux intérêts du futur canton ? » | Delémont             | 13 122     | 87,4 %                 | 1 888        | 12,6 %       | 327                             | 15 337            | 78,1 %        | Acceptée |
| « Acceptez-vous d'accorder le mandat à l'Assemblée constituante de créer la législation cantonale et de veiller aux intérêts du futur canton ? » | Franches-Montagnes   | 4 080      | 86,1 %                 | 657          | 13,9 %       | 149                             | .04 886           | 81 %          | Acceptée |
| « Acceptez-vous d'accorder le mandat à l'Assemblée constituante de créer la législation cantonale et de veiller aux intérêts du futur canton ? » | Porrentruy           | 9 739      | 74,5 %                 | 3 335        | 25,5 %       | 328                             | 13 402            | 81,2 %        | Acceptée |
| Total | Futur canton du Jura | 26 941     | 82,1 %                 | 5 880        | 17,9 %       | 804                             | 33 625            | 79,7 %        | Acceptée |
| \| Votes « oui » (82,1 %) \| \| \| Votes « non » (17,9 %) \| \| ▲ \| \| \| \| \| Majorité absolue \| \| \| \|                                    |                      |            |                        |              |              |                                 |                   |               |          |
| Source : Archives d'État du canton de Berne |                      |            |                        |              |              |                                 |                   |               |          |
| Votes « oui » (82,1 %) |                      |            | Votes « non » (17,9 %) |              |              |                                 |                   |               |          |
| ▲ |                      |            |                        |              |              |                                 |                   |               |          |
| Majorité absolue |                      |            |                        |              |              |                                 |                   |               |          |

Lors de la séance du 28 avril 1977, les députés adoptent un nouveau règlement qui revoit le nombre de commissions et les fonctions du bureau.
Le 12 mai 1977, les députés élisent un nouveau bureau. François Lachat demeure président, tandis que Roland Béguelin conserve son rôle de vice-président. Gabriel Roy est réélu membre du bureau, et Pierre Paupe ainsi qu'Antoine Artho sont élus scrutateurs. Les députés élisent également les présidents des quatorze nouvelles commissions et procèdent à la répartition des députés au sein de ces commissions.
Les séances suivantes se concentrent sur l'élaboration de la nouvelle législation cantonale et l'organisation du futur État jurassien,,,,,.

### 1978
En 1978, l'Assemblée constituante tient 35 séances. Lors des débats, les députés examinent les actes législatifs bernois et les modifient pour créer des actes législatifs jurassiens. D'autres sujets, tels que la politique hospitalière, l'organisation de l'État, les établissements autonomes et les problèmes scolaires, sont également débattus,,,,,,,,,,,,,,,,. La loi sur le statut des fonctionnaires, la loi sur la police cantonale et la loi sur le droit de cité facilité sont adoptées. De plus, les droits politiques sont étendus aux bourgeoisies.
Lors de la séance du 20 avril 1978, les députés délèguent au bureau les compétences en matière de partage des biens et de signature des conventions provisoires.
Le 11 mai 1978, les députés élisent un nouveau bureau. François Lachat reste président, tandis que Roland Béguelin demeure vice-président. Gabriel Roy et Antoine Artho sont réélus, et Bernard Beuret est élu scrutateur.
Le 24 septembre 1978, l'Assemblée constituante tient une séance extraordinaire pour prendre connaissance des résultats de la votation populaire fédérale concernant l'accueil du nouveau canton au sein de la Confédération. Dans l'après-midi, François Lachat présente les résultats depuis le parvis de l'Hôtel-de-Ville de Delémont, devant plusieurs milliers de Jurassiens.
Le 26 octobre 1978, l'Assemblée constituante adopte définitivement les lois sur la Défense, la Police, les Finances, les Régales, les Constructions, les Travaux publics, l'Énergie, les Transports, la Santé, le Travail, la Sécurité sociale et l'Économie.
Le 9 novembre 1978, elle adopte définitivement tous les autres actes législatifs.
Le 5 décembre 1978, le tout nouveau Gouvernement jurassien, fraîchement élu, décide de reprendre tous les droits et obligations contractés par l'Assemblée constituante jurassienne.
Le 6 décembre 1978, l'Assemblée constituante tient sa dernière séance à la Salle de l'Hôtel International de Porrentruy. Tous les actes législatifs restants, n'ayant pas encore reçu leur approbation, sont définitivement approuvés.

## Constitution jurassienne
La Constitution jurassienne, adoptée en première lecture le 28 octobre 1976, est officiellement approuvée par l’Assemblée constituante le 3 février 1977. Elle est ensuite soumise au peuple jurassien lors du vote populaire du 20 mars 1977, qui l’accepte à une large majorité. Elle entre en vigueur le 1er janvier 1979.
Ce texte fondamental introduit plusieurs avancées notables, telles que l’abaissement du droit de vote cantonal à 18 ans, l’égalité entre femmes et hommes, ainsi que la création du Bureau de la condition féminine.
Toutefois, l’article final de la Constitution — l’article 138 — suscite de vives tensions. Celui-ci stipule : « La République et Canton du Jura peut accueillir toute partie du territoire jurassien directement concerné par le scrutin du 23 juin 1974 si cette partie s'est régulièrement séparée au regard du droit fédéral et du droit du canton intéressé ». Fortement symbolique, cet article est perçu par le Conseil-exécutif bernois comme une menace à l’intégrité territoriale du canton de Berne. En réaction, ce dernier rompt ses relations avec l’Assemblée constituante jurassienne.
Après l’acceptation populaire, la Constitution doit encore recevoir la garantie de la Confédération. Lors des deux lectures fédérales, en juin et en septembre 1977, le Conseil national et le Conseil des États accordent cette garantie, à l’exception de l’article 138, qu’ils rejettent, le considérant comme un acte d’agression envers le canton de Berne.

## Hommages
- Une rue de Delémont est nommée en l'honneur de l'Assemblée constituante jurassienne : « Rue de la Constituante » (47° 21′ 54″ N, 7° 20′ 31″ E );
- Une rue de Saint-Ursanne est nommée en l'honneur de l'acceptation de la nouvelle Constitution par les députés constituants : « Rue du 3 février » (47° 21′ 52″ N, 7° 09′ 15″ E );
- Une plaque commémorative est apposée à la Collégiale de Saint-Ursanne[Quand ?] [réf. souhaitée].